# Tampichthys mandibularis
Tampichthys mandibularis är en fiskart som först beskrevs av Contreras-balderas och Verduzco-martínez, 1977.  Tampichthys mandibularis ingår i släktet Tampichthys och familjen karpfiskar. IUCN kategoriserar arten globalt som akut hotad. Inga underarter finns listade i Catalogue of Life.